# Język larike-wakasihu
Język larike-wakasihu – język austronezyjski używany w prowincji Moluki w Indonezji, przez grupę ludności na wyspie Ambon.
Według danych z 1987 roku posługuje się nim blisko 13 tys. osób. Jego użytkownicy zamieszkują kilka wsi na zachodnim wybrzeżu, w obrębie północnej części wyspy (Larike, Wakasihu, Tapi, Lai i Allang).
Dzieli się na dwa (bądź trzy) dialekty: allang, wakasihu i larike (nazwy dwóch ostatnich służą także jako nazwa języka). Według analizy leksykostatystycznej z 1989 r. odmiany wsi Wakasihu i Larike są sobie bardzo bliskie, a allang stanowi wyraźnie odrębny dialekt. Inni autorzy jednak powiązali wakasihu z allang, postulując ich bliższe pokrewieństwo.
W chrześcijańskiej wsi Allang znany jest tylko osobom w podeszłym wieku, na pocz. XXI w. odnotowano wręcz, że lokalny dialekt znajduje się na skraju wymarcia. W pozostałych miejscowościach utrzymał się w powszechnym użyciu, przynajmniej pod koniec XX w.
Wskutek długookresowego kontaktu zaczerpnął pokaźną grupę słownictwa z lokalnego malajskiego. Należy do grupy kilku języków wyspy Ambon, które nie zostały całkowicie wyparte przez malajski amboński. W użyciu jest również język indonezyjski. 
Badacze związani z Summer Institute of Linguistics przygotowali szereg publikacji poświęconych dialektowi larike (1991). Są wśród nich: słownik (Kamus sou rikedu) , pobieżny opis gramatyki (Tarus sou rikedu), rozmówki (Lalepata sou rikedu) oraz zbiór opowiadań ludowych (Carita sou rikedu). Jest zapisywany alfabetem łacińskim.